# Dépression des Aléoutiennes
La dépression des Aléoutiennes désigne une zone au large des Îles Aléoutiennes, dans le golfe d'Alaska, où l'on retrouve en moyenne des centres de basses pressions atmosphériques durant une partie importante de l'année. Sur des cartes de moyenne mensuelle de pression, particulièrement en hiver, la région montre une dépression semi-permanente qui agit comme l'un des centres principaux de la circulation atmosphérique dans l'hémisphère nord.

## Description

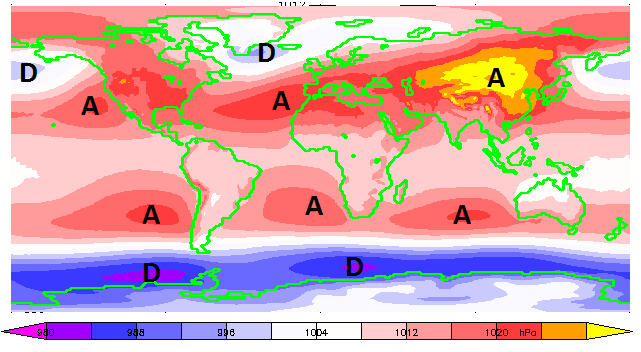
Pression moyenne au niveau de la mer autour de la Terre en décembre, janvier et février montrant les centres d'action (A et D)

La zone que l'on appelle la dépression des Aléoutiennes est quotidiennement le lieu de passage de dépressions et d'anticyclones qui se déplacent vers l'est dans le Pacifique Nord. Il ne s'agit donc pas d'une dépression stationnaire. Cependant, en général les cyclones extratropicaux qui y passent sont beaucoup plus intenses que les hautes pressions et y atteignent souvent leur intensité maximale tout en ralentissant leur mouvement. Elles vont souvent y devenir des dépressions coupées. La moyenne mensuelle de pression montre donc un centre dépressionnaire fermé.
La dépression des Aléoutiennes est à son maximum durant l'hiver alors qu'en été la zone se déplace vers le pôle Nord et devient très diffuse. On retrouve une zone similaire dans l'Atlantique Nord que l'on appelle la dépression d'Islande. Les deux se retrouvent dans le corridor de passage des cyclones extratropicaux sub-arctiques, 50 à 70 degrés nord.

## Influences et variations
À cause de la prédominance de cette dépression, la région environnante reçoit de l'eau provenant de diverses latitudes allant des tropiques au Pacifique Nord. La température de surface de la mer d'où provient l'eau varient de 30 à 10 °C ce qui implique une humidité importante et des pluies abondantes.
La position et l'intensité de la dépression des Aléoutiennes a varié avec les siècles. Par exemple, elle était plus faible que maintenant à certaines époques et le sud du Yukon recevait alors beaucoup moins d'eau provenant des tropiques, selon l'étude des carottes glaciaires. Les variations plus récentes sont reliés à l’oscillation décennale du Pacifique, dont les fluctuations ont été associées aux variations de la vigueur du phénomène tropical El Niño-Oscillation australe.